# Kitakjúsú
Kitakjúsú (japánul: 北九州市; Kitakyūshū-shi) város Japánban, Fukuoka prefektúrában, Kjúsú sziget legnagyobb városa. Népessége 2003-ban 1 011 300 fő volt.
A várost 1963-ban hozták létre öt település, Kokura, Jahata, Modzsi, Vakamacu és Tobata egyesítésével, de a városrészek máig megőrizték egyéni arculatukat. Kokura korábban katonai támaszpont volt, ma a fő iparágak az acél- és gépgyártás, de a kereskedelem is jelentős. Jahatában vaskohászati és vegyipari gyárak, valamint a cement- és üvegipari üzemek vannak. Modzsinak főleg a kikötővárosi funkciója dominál, a beérkező kőolajat is itt dolgozzák fel. Vakamacu is fontos kikötő, de kiemelendő hajógyártása, színesfémkohászata és vegyipara is. Az egyesült városnak egyetemei és főiskolái, technikai és művészeti múzeumai is vannak. Nevezetességei a Mekari-dzsindzsa szentély, a Kokura-dzso várkastély, valamint a Vakato Óhasi- és a Kanmon-függőhíd.
A New Kitakyushu Airport 2006. március 16-án nyílt meg. A Kokura Station Kjúsú második legnagyobb vonatállomása a maga napi 120 000 utasával.
Kokura volt az elsődleges célpontja az 1945. augusztus 9-i amerikai atombomba-támadásnak, a várost azonban vastag felhőtakaró borította, ezért dobták a bombát a másodlagos célpont Nagaszakira.

## Kerületek

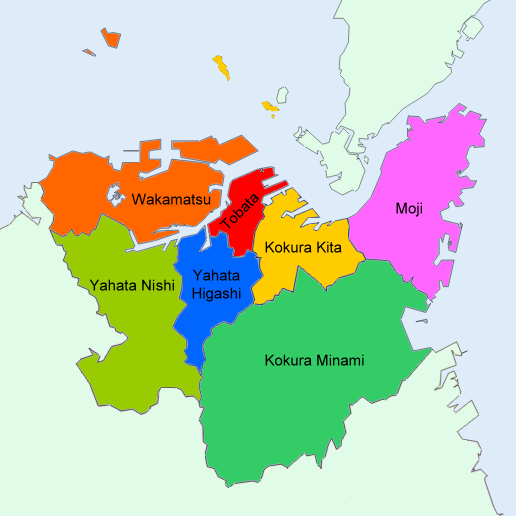
Kerületek viszonya

|  |                  |          | Terület (km²) |
|  | ---------------- | -------- | ------------- |
|  | Kokura Kita-ku   | 小倉北区 | 39,27         |
|  | Kokura Minami-ku | 小倉南区 | 170,25        |
|  | Modzsi-ku        | 門司区   | 73,37         |
|  | Tobata-ku        | 戸畑区   | 16,66         |
|  | Jahata Higasi-ku | 八幡東区 | 36,36         |
|  | Jahata Nisi-ku   | 八幡西区 | 83,04         |
|  | Vakamacu-ku      | 若松区   | 67,86         |

## Népesség
| Lakosok száma | 976 846 | 961 286 | 935 084 |
|               | 2010    | 2015    | 2020    |

## Testvérvárosai
- Incshon, Dél-Korea
- Talien, Kína
- Norfolk, Virginia, Egyesült Államok
- Phnompen, Kambodzsa
- Tacoma, Washington, Egyesült Államok